# Liste von Fachbegriffen des japanischen Holzschnitts
Die Liste enthält eine stichwortartige Erklärung von Fachbegriffen, die in der einschlägigen Literatur für die Beschreibung japanischer Farbholzschnitte verwendet werden. Sie umfasst neben Papierformaten und Drucktechniken auch die Bezeichnungen der an der Produktion beteiligten Menschen und die am häufigsten vorkommenden Begriffe zur inhaltlichen Beschreibung der Drucke.
Eingeschlossen sind ebenfalls Begriffe aus der Buchproduktion, da viele Holzschnittkünstler auch Illustrationen für zeitgenössisches Bücher entworfen haben.

## Alphabetische Liste
| Bezeichnung                     | Kanji                      | Erklärung |
| ------------------------------- | -------------------------- | --- |
| Abuna-e                         | あぶな絵                   | Wörtl. „Gefährliches Bild“, erotische Darstellungen, aber im Unterschied zum Shunga ohne sexuelle Inhalte |
| Aiban                           | 間判                       | Papierformat mittlerer Größe, ca. 33 × 23 cm |
| Aizuri-e                        | 藍摺り絵                   | Wörtl. „Blaudruck-Bild“, Drucke, bei denen anstelle mehrerer Farbplatten unterschiedliche Blautöne von Preußisch-Blau verwendet wurden |
| Aka-e                           | 赤絵                       | Wörtl. „Rotes Bild“, Bezeichnung von Drucken der Meiji-Zeit, für die importierte Anilinfarben insbesondere starke Rottöne verwendet wurden; siehe auch Hōsō-e |
| Akahon                          | 赤本                       | Wörtl. „Rotes Buch“, in einem roten Umschlag gebundene Bücher, im späten 17. und Anfang des 18. Jahrhunderts als illustrierte Lesebücher für Kinder produziert; während der Meiji-Zeit wurden damit komische Bücher bezeichnet                                                              |
| Aohon                           | 青本                       | Wörtl. „Hellblaues Buch“, in einem hellblauen Umschlag gebundene, illustrierte Bücher, die Mitte des 18. Jahrhunderts literarische Themen wie Kabuki, Jōruri, Geschichten und Legenden beinhalteten                                                                                         |
| Aragoto                         | 荒事                       | Wörtl. „Raues Spiel“, ein Stil des Kabuki-Theaters, der dynamische und übertriebene Bewegungen verwendet, um furchtlose und mutige Helden darzustellen |
| Aratame                         | 改                         | Wörtl. „Geprüft“, rundes Zensursiegel auf Holzschnitten, von 1853 bis 1858 in Gebrauch, dann von 1859 bis 1871 in einem mit dem Datum kombinierten Siegel verwendet |
| Asobi-e                         | 遊び絵                     | Wörtl. „Spiel-Bild“, Drucke, die in irgendeiner Form als Kinderspielzeug gedacht waren |
| Atamabori                       | 首彫                       | Wörtl. „Kopf-Schneider“, Bezeichnung des Holzschneiders, der die feinen Linien der Druckplatte geschnitten hat, wie z. B. die Gesichter, Frisuren, Hände und Füße; siehe auch Kashirabori                                                                                                   |
| Atenashi-bokashi                | 当てなしぼかし             | Wörtl. „Ungerichtetes Schattieren“, bei dieser Drucktechnik werden Farbe und Wasser getrennt auf die Druckplatte aufgebracht und dort mit einem Pinsel unregelmäßig vermengt, sodass beim Druck ein leicht nebliger Effekt entsteht                                                         |
| Atohan                          | 後版                       | Wörtl. „Später Druck“, Druck aus einer späteren Auflage |
| Atorakkan                       | 後落款                     | Wörtl. „Späte Signatur“, Bezeichnung für die Praxis auf unsignierten Drucken nachträglich Signaturen hinzuzufügen, um den Verkaufswert der Drucke zu erhöhen |
| Atozuri, auch Nochizuri gelesen | 後摺                       | Wörtl. „später Abzug“, Druck aus einer späteren Auflage |
| Azuma-e                         | 東絵                       | Wörtl. „Osthauptstadt-Bilder“, „Bilder aus Edo“, dem heutigen Tokio, wurde als Synonym für Holzschnitte im Allgemeinen gebraucht |
| Azuma Nishiki-e                 | 東錦絵                     | Wörtl. „Osthauptstadt-Brokatbilder“, wurde als Synonym für Farbholzschnitte im Allgemeinen gebraucht |
| Baren                           | 馬棟 / バレン              | Elastischer, rund-flacher Reiber mit dem das Papier von der Rückseite auf die eingefärbte Druckplatte angerieben wurde |
| Baiyaku-e                       | 売薬絵 / 売り薬絵          | Wörtl. „Verkauf-Medikament-Bild“, Drucke, die für Arzneimittel werben |
| Banzuke                         | 番付                       | Theaterzettel, Programmheft, aber auch Drucke, die das Ensemble eines Theaters bzw. die Rollen eines Schauspielers einer Theatersaison darstellen |
| Beni-e                          | 紅絵                       | Wörtl. „Rot-Bild“, handkolorierte Schwarzdrucke, die mit einem aus Safran gewonnenen rosa bis roten Farbstoff ausgemalt wurden |
| Benigirai-e                     | 紅嫌い絵                   | Wörtl. „Rot vermeidendes Bild“, Farbdrucke ohne Rot bzw. ohne Rottöne; die Farbpalette umfasste die Farben Violett, Grün, Grau und Gelb; Drucke dieser Art waren insbesondere in den 1780er und 1790er Jahren in Mode                                                                       |
| Benizuri-e                      | 紅摺絵                     | Wörtl. „Rot-Druck-Bild“, Zwei- bzw. Dreifarbendrucke, die ab ca. 1740 vor der Einführung des Vielfarbendruckes entwickelt wurden; neben Rot wurden die Farben Grün, Gelb, Braun oder Violett verwendet                                                                                      |
| Bero-ai                         | ベロ藍                     | Preußisch-Blau bzw. Berliner-Blau, ab 1820 aus Europa importiertes synthetisches Farbpigment, das besonders auf Drucken des 2. Viertels des 19. Jahrhunderts beliebt war |
| Bijin-ga bzw. Bijin-e           | 美人画 / 美人絵            | Wörtl. „Bild schöner Menschen“, ursprünglich waren damit sowohl Männer als auch Frauen gemeint, ab dem 18. Jahrhundert wurden damit Drucke von Frauen bezeichnet, vornehmlich Frauen aus den Bordellen                                                                                      |
| Bokashi / Bokashizuri           | ぼかし / ぼかし摺          | Wörtl. „Schattierung“, Drucktechnik, bei der durch abgestuften Farbauftrag auf der Druckplatte ein Schattierungseffekt entstand |
| Bunraku                         | 文楽                       | Das klassische japanische Puppentheater |
| Butsuga                         | 仏画                       | Buddhistisches Bild, auch als Mokuhan Butsuga bezeichnet (木版仏画) |
| Chimidoro-e                     | 血塗絵                     | Wörtl. „Blutrünstiges Bild“, Drucke mit der Darstellung brutaler Gewalttaten |
| Chōnin                          | 町人                       | Wörtl. „Stadt-Mensch“, Stadtbürger (im Gegensatz zu Samurai und Bauern) |
| Chūban                          | 中判                       | Papierformat, Mittelformat, ca. 26 × 19 cm |
| Chūshingura-e                   | 忠臣蔵絵                   | Drucke mit Darstellung des Rachfeldzugs der 47 herrenlosen Samurai |
| Chū-tanzaku-ban                 | 中短冊判                   | Papierformat, ca. 38 × 13 cm |
| Chirimen-e                      | 縮緬絵                     | Wörtl. „Geschrumpfter Faden-Druck“, Krepppapierdruck |
| Damashi-e                       | 騙し絵                     | Wörtl. „Betrügerisches Bild“, Illusionsdruck, Trompe-l’œil |
| Dōban                           | 銅版                       | Wörtl. „Kupferplatte“, Kupferstich, um 1780 in Japan eingeführt und von japanischen Künstlern für Landschaftsdrucke und Nachahmungen europäischer Drucke übernommen |
| Dōbori                          | 胴彫り                     | Bezeichnung der Holzschneider, die die einfachen Partien der Druckplatten angefertigten |
| Dōgō                            | 堂号                       | Bezeichnung des offiziell registrierten Firmennamens von Verlegern |
| Dōsa                            | 礬水                       | Leimung des Papiers |
| Dōsaibiki                       | 礬水引き                   | Mischung aus Leim und Alaun für die Präparierung hochwertiger Drucke vor dem Farbauftrag |
| Dōtonbori                       | 道頓堀                     | Name des Theaterviertels in Naniwa (heute Ōsaka) |
| E                               | 絵                         | Präfix bzw. Suffix mit der Bedeutung Bild, Abbildung, Illustration |
| Edaisen                         | 絵題簽                     | Illustriertes Titeletikett von Büchern |
| Edo-e                           | 江戸絵                     | Wörtl. „Edo-Bilder“, da Edo (heute Tokio) Zentrum der Holzschnittproduktion war, wurde der Begriff als Synonym für Holzschnitte im Allgemeinen gebraucht |
| Edokko                          | 江戸っ子                   | Wörtl. „Edo-Kind“, Bezeichnung für die Bewohner Edos |
| Edoribon                        | ゑどり本                   | Frühe Buchdrucke mit handkolorierten Illustrationen |
| Efūtō                           | 絵封筒                     | Bedruckte Briefumschläge |
| Ehon                            | 絵本                       | Wörtl. „Bilderbuch“, illustriertes Buch |
| Ehon Banzuke, kurz Ebanzuke     | 絵本番付 / 絵番付          | Illustriertes Heftchen mit einer kurzen Zusammenfassung eines Kabuki-Stückes |
| Eiribon                         | 絵入り本                   | Illustriertes Buch, Vorläufer des Ehon, bei dem die Illustrationen überwiegen |
| Eiri kyōgenbon                  | 絵入狂言本                 | Illustriertes Buch mit der Zusammenfassung eines Kabuki-Stückes |
| Egoyomi                         | 絵暦                       | Wörtl. „Bild Kalender“, Druck, auf dem die zyklischen Jahreszeiten oder die Zahlen für die langen und kurzen Monate des japanischen Luni-Solar-Kalenders – meist in der Form eines Bilderrätsels – verzeichnet waren                                                                        |
| Ekyōdai                         | 絵兄弟                     | Wörtl. „Zusammenhängendes Bild“, Kartuschenbild innerhalb eines Druckes, das eine passende Ergänzung zum Inhalt des Druckes darstellte |
| Ema                             | 絵馬                       | Wörtl. „Pferde-Bild“, eine hölzerne Votivtafel |
| Emaki / Emakimono               | 絵巻 / 絵巻物              | Wörtl. „Bildrolle“, illustrierte Erzählung, die als Handrolle produziert wurde |
| Enbon                           | 艶本                       | Wörtl. „Bezauberndes Buch“, illustriertes Buch mit sexuellen Inhalten |
| Eshi                            | 絵師 / 画師                | Maler, Künstler |
| Ezōshi                          | 絵草紙                     | Wörtl. „Bildlesehefte“, illustrierte Geschichten und Erzählungen |
| Ezōshi-ya                       | 絵草紙屋                   | Laden, in dem Bücher und Drucke verkauft wurden |
| Fude                            | 筆                         | „Pinsel“, „schreiben“, als Suffix zur Künstlersignatur mit der Bedeutung „gemalt von …“, im Zusammenhang mit Signaturen ist die On-Lesung als „Hitsu“ gebräuchlicher |
| Fūkeiga                         | 風景画                     | Landschaftsbild |
| Fukibokashi                     | 拭きぼかし                 | Wörtl. „Wisch-Schattierung“, bei dieser Technik wurde ein Teil der zu druckenden Farbfläche vor dem Farbauftrag mit einem feuchten Tuch benetzt, um einen fließenden Übergang von heller zu dunkler Farbe zu erreichen                                                                      |
| Fukusei                         | 複製                       | Reproduktion, Faksimile |
| Fūshi-ga                        | 風刺画 / 諷刺画            | Satirische Bilder/Drucke |
| Fūzokuga                        | 風俗画                     | Genrebild, Szenendarstellung |
| Ga                              | 画                         | Suffix für „Bild“ oder „gemalt“, „gezeichnet“, im Zusammenhang mit einer Signatur „gemalt von …“ |
| Gafu                            | 画譜                       | Wörtl. „Bild-Blatt“, Buch mit Bildern bzw. Album |
| Gasan                           | 画賛                       | Suffix zu Signaturen, „gemalt und unterzeichnet von …“ |
| Gampi                           | 雁皮                       | Bezeichnung einer hochwertigen, dicken Papiersorte |
| Geigi                           | 芸妓                       | Eine andere Bezeichnung für Geisha mit abwertender Bedeutung wie „Tanzmädchen“ oder Prostituierte |
| Geiko                           | 芸子                       | Bezeichnung der Geisha aus dem Raum Ōsaka/Kyōto, aber auch im Sinne von Geigi verwendet |
| Geimei                          | 芸名                       | Bezeichnung des Bühnennamens von Schauspielern, mit dem sie auch von ihnen verfasste Gedichte auf Holzschnitten signierten |
| Geisha                          | 芸者                       | Wörtl. „Person der Künste“, ursprünglich geschlechtsneutral, später Bezeichnung für Unterhaltungskünstlerinnen; im Zusammenhang mit Farbholzschnitten häufig als Euphemismus für Prostituierte verwendet                                                                                    |
| Genji-e                         | 源氏絵                     | Wörtl. „Bild des Genji“, Bezeichnung für Holzschnitte, die Szenen aus dem Leben des Prinzen Genji darstellen |
| Giga                            | 戯画                       | Bilder mit komischen Inhalten, aber auch als Signaturzusatz, „zur Unterhaltung (des Publikums) gezeichnet von …“ |
| Gō                              | 号                         | „Spitzname“, „Künstlername“, „Pseudonym“, Bezeichnung des Namens, den Künstler von ihrem Lehrmeister erhielten bzw. der Beinamen, die sie ihrem Künstlernamen selbst hinzufügten, z. B. Kōchōrō (Beiname) Kunisada (Künstlername)                                                           |
| Gofun                           | 胡粉                       | weißer Farbstoff, der aus zerstoßenem Muschelkalk gewonnen wurde |
| Gōkan                           | 合巻                       | Wörtl. „Zusammengehörende Bände“, in mehreren Bänden erschienene, illustrierte Erzählungen |
| Gomazuri                        | ごま摺                     | Wörtl. „Sesam-Druck“, Drucktechnik bei der eine zweite, dünne Farbschicht über eine erste, bereits gedruckte Farbschicht aufgetragen wurde, um einen seidenmatten Effekt zu erzielen |
| Gosho-e                         | 御所絵                     | Wörtl. „Palast-Bild“, Drucke aus der Meiji-Zeit, die den Tennō, seine Familie und Angehörige der Regierung darstellen |
| Gwa                             | 画                         | Veraltete Transkription von „ga“ |
| Gyōji-in                        | 行事印                     | Wörtl. „Schiedsrichter Siegel“, Zensursiegel eines Vertreters der Verleger-Gilde, das von 1811 bis 1814 in Gebrauch war |
| Habahiro Hashira-e              | 幅広柱絵                   | Wörtl. „Breites Pfosten-Bild“, Papierformat 69–75 × 25–30 cm, in der ersten Hälfte des 18. Jahrhunderts in Gebrauch |
| Haiku / Haikai                  | 俳句 / 俳諧                | 17-silbiges Kurzgedicht mit lyrischem Inhalt |
| Haimyō                          | 俳名                       | „Poesiename“, Bezeichnung des Pseudonyms, mit dem unter anderem Schauspieler Gedichte auf Drucken signierten |
| Hakkake bokashi                 | 八掛ぼかし                 | Schattierung mit Verlauf in einen anderen Farbton |
| Han                             | 版                         | Druck, als Suffix mit der Bedeutung „verlegt von …“ |
| Hanga                           | 版画                       | Wörtl. „Druck-Bild“, allgemeine Bezeichnung für einen Holzschnitt |
| Hangi                           | 版木                       | Druckplatte |
| Hangishi                        | 版木子                     | Wörtl. „Meister der Druckplatten“, Holzschneider |
| Hangiya                         | 版木屋                     | Wörtl. „Haus der Drucke“, Verlag, Laden, der Holzschnitte verkaufte |
| Hanji-e                         | 判じ絵                     | „Bilderrätsel-Drucke“ |
| Hankoku                         | 版刻                       | Nachdruck, Reproduktion |
| Hanmoto                         | 版元                       | Verleger |
| Hanmoto-in                      | 版元印                     | Verlegersiegel |
| Hampon                          | 版本                       | Gedrucktes Buch |
| Hanshi-bon                      | 半紙本 / 判紙本            | Das gebräuchlichste Buchformat, ca. 23 × 16 cm |
| Hanshin-e                       | 半身絵                     | Wörtl. „Körperhälften-Druck“, Halbfiguren-Porträt |
| Hanshita                        | 版下                       | Mit dem Pinsel gezeichneter Entwurf für einen Holzschnitt |
| Haribako-e                      | 針箱絵                     | Wörtl. „Nähkasten-Druck“, querformatige Drucke zum Aufkleben auf Kästchen, die vorwiegend in der ersten Hälfte des 18. Jahrhunderts hergestellt wurden |
| Harimaze-e                      | 張交絵                     | Wörtl. „Mischformat-Bilder“, Druck mit zwei oder mehreren Motiven auf einem Blatt |
| Hashika-e                       | 麻疹絵                     | Wörtl. „Masern-Bild“, im Jahr 1862 anlässlich einer Masernepidemie entstandene Drucke, die Ratschläge zur Behandlung der Krankheit gaben und als Schutzamulett gedacht waren |
| Hashira-e                       | 柱絵                       | „Pfosten-Bild“, Papierformat 69–75 × 12–16 cm |
| Higa                            | 秘画                       | Wörtl. „Geheime Bilder“, Drucke mit sexuellem Inhalt, siehe Shunga |
| Hikifuda                        | 引き札                     | Werbeflugblätter |
| Hikitsuke                       | 引き付け / 引付け          | Strichförmige Passmarke an einer Seite der Druckplatte |
| Hissha                          | 筆者                       | Schreiber, Kalligraf |
| Hitsu                           | 筆                         | „Pinsel“, „schreiben“, als Suffix zur Künstlersignatur mit der Bedeutung „gemalt von …“ |
| Hori                            | 彫                         | „Geschnitten von …“, Signaturzusatz für den Plattenschneider |
| Horishi / Horikō                | 彫師 / 彫工                | Plattenschneider, Holzschneider |
| Horimono-e                      | 彫物絵                     | „Tätowierungs-Bilder“, Bezeichnung für Drucke, auf denen tätowierte Personen abgebildet waren |
| Hōsho                           | 奉書                       | Bezeichnung für ein hochwertiges Papier, das hervorragend für Holzschnitte geeignet war |
| Hōsō-e                          | 疱瘡絵                     | Wörtl. „Pocken-Bild“, Drucke als Schutzamulett gegen Pockenerkrankung, aber auch scherzhafte Bezeichnung der „Rot-Bilder“ (siehe Aka-e) |
| Hosoban                         | 細判                       | Papierformat, ca. 32–33 × 15–16 cm |
| Hyō-in                          | 表印                       | Wörtl. „Zeichen-Siegel“, Bezeichnung des Verlagslogos, das häufig anstelle des Hanmoto-in auf den Drucken angebracht war |
| Ichimai-e                       | 一枚絵                     | Wörtl. „Ein-Blatt-Drucke“, bezeichnete zunächst, um 1700, die Drucke, die als eigenständige Produktion erschienen und keine Illustrationen für Bücher waren, später Bezeichnung für alle Drucke, die für den kommerziellen Verkauf bestimmt waren                                           |
| Ichimonji-bokashi               | 一文字ぼかし               | Wörtl. „Nummer-Eins-Schattierung“, gleichmäßige Farbabstufung zumeist vom oberen Bildrand ausgehend, um z. B. mit der blauen Farbe des Himmels den Eindruck von Tiefe zu erwecken |
| Inkoku                          | 陰刻                       | Wörtl. „Dunkel schnitzen/schneiden“ (Ausschneiden dessen, was dargestellt werden soll, anstatt es wie sonst üblich stehen zu lassen), Technik zur Herstellung von Ishizuri-e |
| Ippai                           | 一杯                       | Anzahl der Drucke, die für eine Auflage hergestellt wurden |
| Ireki                           | 入れ木                     | Wörtl. „Eingelegtes Holz“, Bezeichnung für Drucke, die durch das Auswechseln einzelner Bereiche der Druckplatte, Namenskartuschen und/oder Köpfen von Personen, bei späteren Auflagen wieder verwendet wurden                                                                               |
| Irezumi-e                       | 入墨絵                     | „Tätowierungs-Bilder“, Bezeichnung für Drucke, auf denen tätowierte Personen abgebildet waren |
| Iro                             | 色                         | Farbe |
| Iroita                          | 色板                       | Wörtl. „Farb-Brett“, Bezeichnung für Druckplatten, mit denen die unterschiedlichen Farbpartien gedruckt wurden |
| Ishizuri-e                      | 石折絵                     | Wörtl. „Steinabreibungs-Bild“, Holzschnitt, der eine Steinabreibung imitiert |
| Ita-bokashi                     | 板ぼかし                   | Wörtl. „Brett-Schattierung“, Drucktechnik, bei der durch Abschrägen einzelner Linien der Konturenplatte ein Schattierungseffekt an deren Rändern der Linien erzielt wurde |
| Jiguchi-e                       | 地口絵                     | Wörtl. „Wort-Spiel-Bild“, Drucke, auf den Figuren oder Tiere Schriftzeichen bilden |
| Jitsubushi                      | 地潰し                     | Einfärben des ansonsten weißen Hintergrundes eines Druckes mit einer einheitlichen Farbe |
| Jōruri                          | 浄瑠璃                     | Rezitativ vorgetragene Texte zum Puppentheater und im Kabuki |
| Jihondon’ya                     | 地本問屋                   | Verleger und Buchgroßhändler |
| Jōge-e                          | 上下絵                     | Wörtl. „Auf-und-Ab-Bild“, Drucke, die sowohl von unten als auch auf den Kopf gedreht betrachtet werden konnten und dabei oft einen unterschiedlichen Sinn ergaben |
| Jōmon                           | 定紋                       | Bezeichnung für das Familienwappen; auf Holzschnitten ist damit das Wappen der Schauspieler gemeint |
| Jōshi                           | 上梓                       | Suffix mit der Bedeutung „veröffentlicht von …“, im Impressum von Büchern gebraucht |
| Kakuban                         | 角判                       | Papierformat, annähernd quadratisch ca. 20–21 × 18–19 cm |
| Kabuki                          | 歌舞伎                     | Wörtl. „Gesang und Tanz“, Bezeichnung des bürgerlichen, japanischen Theaters |
| Kabuki-e                        | 歌舞伎絵                   | Wörtl. „Kabuki-Bild“, Druck mit Darstellungen von Szenen aus dem Kabuki |
| Kabusebori                      | 被彫                       | Anfertigung eines Faksimiledruckes unter Verwendung eines Originaldruckes |
| Kachō-e / Kachō-ga              | 花鳥絵 / 花鳥画            | Wörtl. „Blumen-Vogel-Bild“, Bezeichnung für Drucke mit Naturdarstellungen |
| Kaemon                          | 替紋                       | Alternatives Wappen, das von Schauspielern gelegentlich anstelle ihres Jōmon getragen wurde |
| Kagamia-e                       | 鏡絵                       | Wörtl. „Spiegel-Bild“, verschleiernde Bezeichnung von Drucken mit sexuellem Inhalt |
| Kage-e                          | 影絵                       | Wörtl. „Schatten-Bild“, Drucke, auf denen Personen nur im Schattenriss wiedergegeben waren |
| Kagi                            | かぎ                       | L-förmige Passmarke in einer Ecke der Druckplatte |
| Kaimyō                          | 戒名                       | Bezeichnung des posthumen buddhistischen Namens eines Verstorbenen, der auf Shini-e angegeben wurde |
| Kaika-e                         | 開化絵                     | Wörtl. „Aufklärungs-Bild“, „Bild vom kulturellen Aufbruch“, Drucke, die in der Meiji-Zeit über die in Japan durch den Westen angeregte Neuerungen und Errungenschaften informieren sollten                                                                                                  |
| Kakeawase                       | 懸合せ                     | Bezeichnet das Übereinanderdrucken von Farben |
| Kakemono                        | 掛物                       | Wörtl. „Hänge-Ding“, Malerei oder Druck, die als Hängerolle montiert waren |
| Kakemono-e                      | 掛物絵                     | Wörtl. „Hänge-Ding-Druck“, hochformatige Drucke ebenso wie vertikale Diptychen und Triptychen, die als Kakemono montiert werden konnten |
| Kakihan / Kaō                   | 書判 / 花押                | Bezeichnung eines ornamental gestalteten Signets eines Künstlers, oft in Ergänzung zur Signatur, z. B. Kiri-in und Toshidama-in |
| Kamuro                          | 禿                         | Bezeichnung von ins Bordell verkauften Mädchen im Alter zwischen fünf und zwölf Jahren, die älteren Prostituierten zur Ausbildung anvertraut waren |
| Kamigata                        | 上方                       | Bezeichnung der Region Kyōto/Ōsaka während der Edo-Zeit |
| Kamigata-e                      | 上方絵                     | Wörtl. „Kamigata-Bild“, Bezeichnung für Drucke aus Ōsaka |
| Kanazoshi                       | 仮名草子                   | Wörtl. „Kana-Lesehefte“, illustrierte Lesehefte mit Text in Kana-Schrift aus dem 17. Jahrhundert |
| Kanban                          | 看板                       | Theaterposter |
| Kanpan                          | 官版                       | Offizielle Veröffentlichungen des Bakufu |
| Kansubon                        | 巻子本                     | Buch in der Form einer Handrolle |
| Kaomise                         | 顔見世                     | Wörtl. „Gesicht-Zeigen“, Vorführungen eines Kabuki-Theaters zu Saisonbeginn im 11. Monat des Jahres, bei der die Schauspieler ohne Make-up auftraten |
| Kaomise Banzuke                 | 顔見世番付                 | Wörtl. „Gesicht-Zeigen-Plakat“, Theaterplakat anlässlich des Kaomise, das die Schauspieler in Prachtgewändern zeigte |
| Kappazuri                       | 合羽摺                     | Schwarzweiß-Drucke, bei denen die einzufärbenden Flächen mit Hilfe von Schablonen koloriert wurden |
| Karazuri                        | 空摺り                     | Wörtl. „Leerer Druck“, Blindpressung oder -prägung ohne Farbauftrag |
| Karuta-e                        | 歌留多絵                   | Wörtl. „Spielkarten-Bild“, Drucke für unterschiedliche Kartenspiele |
| Kashirabori                     | 頭彫                       | Bezeichnung des Holzschneiders, der die feinen Linien der Druckplatte geschnitten hat, wie z. B. die Gesichter, Frisuren, Hände und Füße; siehe auch Atamabori |
| Kawaraban                       | 瓦版                       | Wörtl. „Dachziegel-Druck“, billig und einfach gedruckte Flugblätter zur Nachrichtenverbreitung, Vorläufer der mehrfarbigen Zeitungsdrucke der Meiji-Zeit |
| Keisei                          | 傾城                       | Wörtl. „Burgbrecherin“, Bezeichnung für Kurtisanen und Prostituierte, für die Freier ein Vermögen ausgaben |
| Kentō                           | 見当                       | Passmarken auf den Druckplatten für den Mehrfarbendruck, um 1740 in Japan eingeführt |
| Kibyōshi                        | 黄表紙                     | Illustrierte Erzählungen in Buchform |
| Kimedashi / Kimekomi            | きめ出し / きめ込み        | Blindpressung oder -prägung, durch die bedruckte Flächen im Relief erscheinen |
| Kinginzuri                      | 金銀摺                     | Druck mit verschiedenen Metallpulvern, meist Messing oder Kupfer |
| Kira-e / Kirara-e               | 雲母絵                     | Wörtl. „Glimmer-Bild“, Drucke auf denen zur Erzielung eines Glitzereffekts mineralischer Glimmer aufgetragen wurde |
| Kirazuri                        | 雲母摺                     | Druck mit mineralischem Glimmer |
| Kisekae-e                       | 着せ替絵                   | Wörtl. „Kleidung-Ersatz-Bild“, Ausschneidebögen für Puppenkleider, Frisuren usw. (Papierfiguren, denen unterschiedlicher Kleidung, Kostüme usw. angezogen werden konnte) |
| Kiri-e                          | きり絵                     | Wörtl. „Schneide-Bild“, Bastelbögen zum Ausschneiden für Kinder |
| Kiri-in                         | 桐印                       | Wörtl. „Paulownia-Siegel“, Siegel in der Form einer Paulownia-Blüte, das von Kuniyoshi und seinen Schülern verwendet wurde, gelegentlich auch als Yoshikiri-in bezeichnet |
| Kiwame                          | 極                         | Wörtl. „Geprüft“, ein rundes Zensursiegel, das von 1791 bis 1842 in Gebrauch war |
| Kizuri-e                        | 黄摺絵                     | Druck mit gelbem Hintergrund |
| Koban                           | 小判                       | Papierformat, ca. 12 × 16 cm |
| Kokatsujiban                    | 古活字版                   | Bezeichnung der Bücher, die Ende des 16. Jahrhunderts mit beweglichen Lettern gedruckt worden waren |
| Koma-e                          | 駒絵                       | Wörtl. „Stück-Druck“, illustrierte Kartusche innerhalb eines Druckes |
| Kōmōga                          | 紅毛画                     | Wörtl. „Rothaar Bild“ (Rothaar steht als Synonym für Holländer), japanische Malerei und Holzschnitte im westlichen Stil |
| Kōshokubon                      | 好色本                     | Wörtl. „Wollüstiges Buch“, Bezeichnung für illustrierte Bücher mit sexuellen Inhalten |
| Kōzo                            | 楮                         | Maulbeerbaum, aus dessen Fasern der größte Teil des japanischen Papiers hergestellt wurde |
| Kuchi-e                         | 口絵                       | Wörtl. „Mund-Bild“, sinngemäß „Eingangs-Bild“, Titelblatt |
| Kubari-bon                      | 贈り本                     | Wörtl. „Geschenk-Buch“, Bezeichnung für privat herausgegebene, illustrierte Bücher und Alben |
| Kugi-e                          | 釘絵                       | Wörtl. „Nagel-Bild“ („mit einem Nagel gekratztes Bild“), Drucke, die (scheinbar echte) Graffiti an Hauswänden wiedergaben, oft mit satirischem Inhalt |
| Kumiage-e                       | 組み上げ絵                 | Bastelbögen zum Ausschneiden und Zusammenkleben, um z. B. einen Jahrmarkt oder ein Theater nachzubauen |
| Kurobon                         | 黒本                       | Wörtl. „Schwarzes Buch“, illustrierte, populäre Erzählungen in schwarzen Einbänden, die in der ersten Hälfte des 18. Jahrhunderts insbesondere von Angehörigen der Torii-Schule gestaltet wurden                                                                                            |
| Kuro-e                          | 黒絵                       | Wörtl. „Schwarzes Bild“, eine andere Bezeichnung für Ishizuri-e |
| Kurokira                        | 黒雲母                     | Glimmerdruck mit schwarzer Farbe |
| Kusazōshi                       | 草双紙                     | Literarisch „Stinkendes Heft“, spöttische Bezeichnung für illustrierte Geschichtenbücher billiger Machart |
| Kyōgen                          | 狂言                       | Possenartiges Zwischenspiel bei Nō- und Kabuki-Aufführungen |
| Kyōgen-bon                      | 狂言本                     | Illustriertes Theaterbuch, das in Kurzform den Inhalt eines Kabuki-Stückes wiedergab |
| Kyōgōzuri-e                     | 校合摺絵                   | Wörtl. „Untersuchen-vergleichen-Druck-Bild“, Probeabdruck von der Konturenplatte |
| Kyōka                           | 狂歌                       | Wörtl. „Tolles/verrücktes Gedicht“, bezeichnet ein Waka-Gedicht mit satirischem Inhalt |
| Maiko                           | 舞妓                       | Wörtl. „Tanzende Sängerin“, Bezeichnung für Geisha, die ihre Ausbildung noch nicht abgeschlossen haben |
| Makura-e                        | 枕絵                       | Wörtl. „Kopfkissen-Bild“, eine andere Bezeichnung für Shunga |
| Mameban                         | 豆判                       | Wörtl. „Bohnen-Druck“, Bezeichnung für sehr kleine Drucke (12 × 8 cm und kleiner) |
| Mamebon                         | 豆本                       | Wörtl. „Bohnen-Buch“, Bezeichnung für sehr kleine Bücher |
| Manga                           | 漫画                       | Wörtl. „Unzusammenhängendes Bild“, ursprünglich Skizze, heute Comic, Cartoon |
| Masa                            | 柾                         | Papier aus den Fasern des Japanischen Spindelstrauchs, das hervorragend für Holzschnitte geeignet war |
| Megane-e                        | 眼鏡絵                     | Wörtl. „Brillen-Bild“, negativ gedruckte Bilder, die in einem Guckkasten betrachtet werden konnten |
| Meisho-e                        | 名所絵                     | Drucke von Ansichten berühmter Orte oder Plätze |
| Meisho-ki                       | 名所記                     | „Aufzeichnungen über berühmte Orte“, illustrierte Reiseführer |
| Mi-e                            | 見得                       | Bezeichnung bestimmter Szenen im Kabuki-Theater, in denen die Schauspieler in dramatischen Posen für eine Zeitlang verharrten |
| Mimasu(-mon)                    | 三枡(紋)                   | Wörtl. „Drei Reismaße“, Wappen (mon) des Ichikawa-Clans |
| Mitate-e                        | 見立絵                     | Parodie, Travestie, Darstellung von altem Bekannten in neuer Form, aber auch „so als ob“ |
| Mizu-e                          | 水絵                       | Wörtl. „Wasser-Bild“, Bezeichnung für Drucke in hellblauer Farbe, die um die Mitte des 18. Jahrhunderts beliebt waren |
| Moji-e                          | 文字絵                     | Wörtl. „Buchstaben-Bild“, Bezeichnung für Bilder, die aus Kanji komponiert waren |
| Mokuhan                         | 木版                       | Drucken des Holzschnitts |
| Mokumezuri                      | 木目摺                     | Wörtl. „Holz-Auge-Druck“, Druck, der die Maserung der Druckplatte besonders hervorhebt |
| Mokutaku zuri-e                 | 木拓折絵                   | Wörtl. „Holz-Steinabreibungsbild“, eine andere Bezeichnung für Ishizuri-e |
| Mokuroku                        | 目録                       | Inhaltsverzeichnis |
| Mon                             | 紋                         | Wappen einer Familie, einer Person oder eines Hauses |
| Monjin                          | 門人                       | „Schüler“, gelegentlich als Signaturzusatz gebraucht, „gezeichnet von … als Schüler des …“ |
| Monogatari                      | 物語                       | (Lange) Erzählung |
| Musenzuri                       | 無線摺り                   | Konturloser Druck, Druck, bei dem es keine schwarzen Konturlinien gab |
| Musha-e                         | 武者絵                     | Wörtl. „Militär-Person-Bild“, Drucke von historischen Kriegern, Helden und berühmten Schlachten |
| Nagaban                         | 長判                       | Papierformat, ca. 52–55 × 23–25 cm |
| Nagasaki-e                      | 長崎絵                     | Wörtl. „Nagasaki-Bild“, Drucke, die die in Nagasaki (vor allem auf Dejima) angesiedelten Holländer (und Chinesen) und ihr Leben darstellen |
| Nagasaki-hanga                  | 長崎版画                   | Wörtl. „Nagasaki-Druck“, Drucke, die die in Nagasaki (vor allem auf Dejima) angesiedelten Holländer (und Chinesen) und ihr Leben darstellen und die in Nagasaki hergestellt wurden |
| Namazu-e                        | 鯰絵                       | Wörtl. „Wels-Bild“, Drucke im Zusammenhang mit Erdbeben, die einen Wels (Katzenfisch) als Auslöser des Bebens darstellen |
| Nanban-e                        | 南蛮絵                     | Wörtl. „Südliche Barbaren-Bild“, Drucke, die Ausländer (Spanier, Portugiesen und Holländer) und deren Leben darstellen |
| Nanushi-in                      | 名主印                     | Bezeichnung des Zensursiegels |
| Nezumikira                      | 鼠雲母                     | Glimmerdruck mit grauer Farbe |
| Nigao-e                         | 似顔絵                     | Wörtl. „Ähnlichkeits-Bild“, bezeichnet Drucke, auf denen die abgebildeten Personen wirklichkeitsgetreu wiedergegeben wurden |
| Nikuhitsu-ga                    | 肉筆画                     | Bezeichnung eines original mit dem Pinsel gemalten Bildes |
| Nimaitsuzuki                    | 二枚続                     | Wörtl. „Zwei-Blatt-Folge“, Diptychon |
| Ninjōbon                        | 人情本                     | Wörtl. „Menschliches Gefühl Buch“, Liebesgeschichten, vornehmlich bei der weiblichen Leserschaft im 19. Jahrhundert beliebt |
| Nishiki-e                       | 錦絵                       | Wörtl. „Brokat-Bild“, bezeichnet Holzschnitte mit mehr als drei Farbplatten, um 1765 in Japan eingeführt |
| Nishiki-e Shinbun               | 錦絵新聞                   | Farbholzschnitt-Zeitungen, die zu Beginn der Meiji-Zeit entstanden |
| Nō                              | 能                         | Traditionelles japanisches Theater, während der Edo-Zeit dem Adel vorbehalten |
| No-In                           | 之印                       | Signaturzusatz auf Künstlersiegeln, „Siegel des …“ |
| Nunome-zuri                     | 布目摺                     | Blinddrucktechnik, bei der auf eine Druckplatte ein Stück Stoff (Seide) aufgeklebt war, dessen Muster durch starkes Reiben auf das Papier übertragen wurde |
| Ōatari                          | 大当り                     | Großer Bühnenerfolg, erfolgreiche Rollen von Schauspielern im Kabuki-Theater |
| Ōban                            | 大判                       | Papierformat, ca. 39 × 26 cm |
| Obi                             | 帯                         | Gürtel, der zum Kimono getragen wird |
| Ōbon                            | 大本                       | Größeres Buchformat, ca. 27 × 19 cm |
| Okubi-e                         | 大首絵                     | Wörtl. „Großer-Kopf-Bild“, Kopfporträt |
| Omocha-e                        | 玩具絵                     | Wörtl. „Spielzeug-Bild“, Drucke für Kinder |
| Onnagata                        | 女形                       | Wörtl. „Frau-Form“, Bezeichnung von männlichen Schauspielern in Frauenrollen |
| Ō-Ōban                          | 大大判                     | Papierformat, großes Ōban, ca. 58 × 32–36 cm |
| Ōgi-e                           | 扇絵                       | Drucke zum Bespannen eines Ōgi (Faltfächer) |
| Oiran                           | 花魁                       | Wörtl. „Blumen-Anführer“, Bezeichnung für hochrangige Prostituierte, ab ca. 1770 in Edo; im heutigen Sprachgebrauch euphemistische Bezeichnung für Prostituierte im Allgemeinen |
| Oranda-e, kurz: Ranga           | 阿蘭陀絵 / 和蘭陀絵 / 蘭画 | Wörtl. „Holland Bild“, bezeichnet japanische Malerei und Holzschnitte im westlichen Stil |
| Oribon                          | 折本                       | Illustriertes Faltbuch |
| Oshi-e                          | 押絵                       | Drucke, bei denen Teile mit Stoffstücken beklebt waren, aber auch Synonym für Ōsaka-Drucke |
| Ō-tanzakuban                    | 大短冊判                   | Papierformat, ca. 38 × 17,5 cm |
| Ōtsu-e                          | 大津絵                     | Wörtl. „Ōtsu-Bild“, Drucke mit volkstümlichen Darstellungen im Stil von Ōtsu |
| Rakkan                          | 落款                       | Wörtl. „Signatur und Siegel“, Signatur |
| Rōnin                           | 浪人                       | Wörtl. „Wellenmann“, herrenloser Samurai |
| Ryō                             | 両                         | Währungseinheit, alte Goldmünze während der Edo-Zeit |
| Saihan                          | 再版                       | Zweite Auflage. aber auch Neuauflage/Reproduktion |
| Sairei Banzuke                  | 祭礼                       | Gedrucktes Programm für eine festliche Veranstaltung |
| Saitan Surimono                 | 歳旦摺物                   | Neujahrs-Surimono, Surimono, das anlässlich des Neujahrsfestes verschenkt wurde |
| Sanbasō                         | 三番叟                     | Glückbringender Neujahrstanz, der auch bei der Eröffnung der Theatersaison aufgeführt wurde |
| Sanmaitsuzuki                   | 三枚続                     | Wörtl. „Drei-Blatt-Folge“, Triptychon |
| Sashi-e                         | 挿絵                       | Illustration in einem Buch |
| Satsu                           | 冊                         | Band (eines mehrteiligen Buches) |
| Saya-e                          | 鞘絵                       | Wörtl. „Schwertscheiden-Druck“, verzerrt gezeichnete Drucke, die nur im Spiegelbild einer polierten Schwertscheide korrekt betrachtet werden konnten |
| Seirō                           | 青楼                       | „Grüne Häuser“, Bezeichnung für Bordelle im Yoshiwara |
| Sekiban                         | 石版                       | Lithografie |
| Senshafuda                      | 千社札                     | Wörtl. „Tausend-Schreine-Zettel“, Andenkendrucke, die Pilger an den Tempeln erwerben konnten und die teilweise auch von namhaften Künstlern des Holzschnitts entworfen wurden |
| Senso-e                         | 戦争絵                     | Wörtl. „Krieg-Bild“, Bezeichnung für Drucke, die Szenen aus dem Ersten Japanisch-Chinesischen und dem Russisch-Japanischen Krieg darstellen |
| Senryū                          | 川柳                       | Haiku-Gedicht satirischen Inhalts |
| Sha                             | 写                         | Suffix zur Signatur, „gezeichnet von … (nach Vorbild)“; deutet an, dass es für das Bild eine ältere Vorlage gab, die im vorliegenden Werk kopiert wurde |
| Sharebon                        | 洒落本                     | Illustrierte Kurzerzählungen aus dem Alltagsleben und dem Leben im Yoshiwara |
| Shamisen                        | 三味線                     | Dreisaitiges Lauteninstrument, auf Drucken von Geisha und Prostituierten gespielt |
| Shibai-e                        | 芝居絵                     | Wörtl. „Theater-Druck“, Drucke mit Darstellungen aus dem Kabuki-Theater |
| Shibai Ehon                     | 芝居絵本                   | Wörtl. „Theater-Bilderbuch“, Illustriertes Heftchen mit einer kurzen Zusammenfassung eines Kabuki-Stückes |
| Shibaraku                       | 暫                         | Wörtl. „Haltet ein!“, besondere Szene im Kabuki-Theater, in der der Held des Stückes eindrucksvoll in das Geschehen eingreift |
| Shichi Fukujin                  | 七福神                     | Sieben Glücksgötter |
| Shikake-e                       | 仕掛絵                     | Wörtl. „Vorrichtung-Bild“, Trick- und Verwandlungsbilder, Drucke, bei denen bewegliche Teile angebracht waren, um unterschiedliche Aspekte einer Szene darzustellen (z. B. geschlossene bzw. geöffnete Tür)                                                                                 |
| Shikishi                        | 色紙                       | Hochwertiges Papier, das besonders für Kalligrafien geeignet war und das auch für Surimono Verwendung fand |
| Shikishiban                     | 色紙判                     | Standardformat des Shikishi-Papiers, ca. 20–21 × 18–19 cm |
| Shin Hanga                      | 新版画                     | Wörtl. „Neuer Druck“, Richtung des japanischen Holzschnitts, die Anfang des 20. Jahrhunderts entstand |
| Shini-e                         | 死絵                       | Wörtl. „Tod-Druck“, Druck zum Andenken an einen Verstorbenen |
| Shimpan                         | 新版                       | Wörtl. „Neu gedruckt“, mit der Bedeutung alte Motive in neuer Fassung |
| Shin-Yoshiwara                  | 新吉原                     | „Neu-Yoshiwara“, Bezeichnung des lizenzierten Bordellviertels in Edo nach dem Wiederaufbau im Jahr 1657 |
| Shinzō                          | 新造                       | Wörtl. „Neu gemacht“, Bezeichnung für junge Prostituierte |
| Shirabyōshi                     | 白拍子                     | Höfische Tänzerin und Sängerin im Mittelalter, Tempeltänzerin |
| Shirokira                       | 白雲母                     | Glimmerdruck mit weißer Farbe |
| Shironuki-e                     | 白抜き絵                   | Wörtl. „Weiß-Linien-Bild“, andere Bezeichnung für Ishizuri-e |
| Shita-e                         | 下絵                       | Vorzeichnung für einen Holzschnitt |
| Shohan                          | 初版                       | Erste Auflage |
| Shōhitsu                        | 正筆                       | Wörtl. „Sicherer Pinsel“, Signaturzusatz „original gemalt von …“ |
| Shōmei                          | 姓名                       | Der volle Name, Vor- und Familienname |
| Shōmenzuri                      | 正面摺                     | Eine Drucktechnik, bei der auf schwarzen Flächen ein Glanzeffekt erzielt wurde; dazu wurde der getrocknete Druck mit der Rückseite auf eine Druckplatte gelegt, deren Konturen dem zu polierendem Teil des Druckes entsprechen und die Druckfarbe von der Vorderseite mit dem Baren poliert |
| Shosagoto                       | 所作事                     | Tanz in einem Kabuki-Stück (als Zwischenspiel), aber auch ein Kabuki-Stück als Tanzspiel |
| Shozuri                         | 初摺                       | „Erster Abzug“, bezeichnet Drucke aus der ersten Auflage |
| Shunga                          | 春画                       | Wörtl. „Frühlings-Bild“, Drucke mit sexuellen Inhalten |
| Sōsaku Hanga                    | 創作版画                   | Wörtl. „Kreativer Druck“, moderne Richtung des japanischen Holzschnitts, die Anfang des 20. Jahrhunderts entstand |
| Sugoroku-e                      | 双六絵                     | Spielpläne für das Sugoroku-Spiel |
| Sumi                            | 墨                         | Traditionelle schwarze Tusche (aus Ruß) |
| Sumizuri-e / Sumi-e             | 墨摺絵 / 墨絵              | Wörtl. „Tusche-Druck-Bild“ / „Tusche-Bild“, Schwarzweißdruck |
| Sumizuri-hissai                 | 墨摺筆彩                   | Handkolorierter Schwarzweißdruck |
| Sumō-e                          | 相撲絵                     | Drucke mit Darstellungen von Sumōringern und -kämpfen |
| Surimono                        | 摺物                       | Wörtl. „Druck-Sache“, privat herausgegebene Drucke, die nicht für den kommerziellen Verkauf bestimmt waren |
| Surishi                         | 摺師                       | Drucker |
| Tan-e                           | 丹絵                       | Wörtl. „Orange-Bild“, vorwiegend mit orange-gelber (Tan) Farbe kolorierter Schwarzweißdruck |
| Tanka                           | 短歌                       | Gedichtform mit 31 Silben |
| Takuhanga                       | 拓版画                     | Wörtl. „Steinabreibungs-Druck“, ein anderer Begriff für Ishizuri-e |
| Tate-e                          | 縦絵                       | Hochformat |
| Tayū                            | 太夫                       | In Bezug auf Holzschnitte Bezeichnung hochrangiger Prostituierter |
| Tanzakuban                      | 短冊判                     | Schmales Papierformat (für Gedichte), ca. 36–38 × 17–18 cm |
| Tatebanko                       | 立版古 / 立て版古          | Drucke zum Ausschneiden und Zusammenkleben, die ein Diorama ergaben |
| Toba-e                          | 鳥羽絵                     | Komische Bilder |
| Tobira-e                        | 扉絵                       | Titelblatt, Frontispiz |
| Tōkaidō-e                       | 東海道絵                   | Drucke, die die Stationen der Tōkai-Straße darstellen |
| Toshidama-in                    | 年玉印                     | Siegel, das sich häufig auf Drucken Kunisadas und seiner Schüler findet |
| Tsugai-e                        | 番い絵                     | Wörtl. „Kopulations-Bild“, eine andere Bezeichnung für Shunga |
| Tsuyazuri / Tsuyadashi          | つや摺 / 艶出し            | Eine andere Bezeichnung für Shōmenzuri |
| Tsuzuki-e                       | 枚続絵                     | Wörtl. „Blatt-Folge-Druck“, Mehrblattdruck |
| Uchiwa-e                        | 団扇                       | Drucke zum Bespannen eines Uchiwa (Blattfächer) |
| Uki-e                           | 浮絵                       | Wörtl. „Schwimmendes Bild“, Drucke mit perspektivischen Darstellungen |
| Ukiyo-e                         | 浮世絵                     | Wörtl. „Bild der fließenden Welt“, Genredrucke und -malerei, die das Lebensgefühl und die Weltsicht des Bürgertums der Edo-Zeit zum Ausdruck brachten |
| Ukiyo-e Hanga                   | 浮世絵版画                 | Drucke mit Szenen aus der „fließenden Welt“ |
| Ukiyo-zōshi                     | 浮世草子                   | Illustriertes Buch mit Erzählungen aus der „fließenden Welt“ |
| Urushi-e                        | 漆絵                       | Wörtl. „Lack-Bild“, Beni-e, bei dem auf bestimmten Flächen mit glänzendem Lackschwarz – einer mit Leim vermischten Tusche – und zusätzlich gelegentlich mit aufgestreutem Metallpulver eine Glanzwirkung erzeugt wurde                                                                      |
| Wagoto                          | 和事                       | Wörtl. „Weiches Spiel“, Darstellung zurückhaltender und sensibler Charaktere im Kabuki |
| Wa-jirushi                      | ワ印                       | Wörtl. „Gefühlvoller Druck“, eine andere Bezeichnung für Shunga |
| Waka                            | 和歌                       | Japanische Gedichtform |
| Wakashūgata                     | 若衆形                     | Schauspieler, der auf die Darstellung heranwachsender junger Männer spezialisiert war |
| Warai-e                         | 笑い絵                     | Wörtl. „Bilder zum Lachen“, eine Umschreibung für Shunga |
| Waraibon                        | 笑い本                     | Wörtl. „Bücher zum Lachen“, eine Umschreibung für Bücher mit sexuellem Inhalt |
| Washi                           | 和紙                       | Traditionelles japanisches Papier, das aus Pflanzenfasern gewonnen wurde |
| Yagō                            | 屋号                       | Inoffizieller, aber geläufiger Geschäftsname der Verleger bzw. einer Firma |
| Yaki-e                          | 焼き絵                     | Brandbild auf dickem, weißem Papier |
| Yakusha-e                       | 役者絵                     | Bilder von Schauspielern und Szenen aus dem Kabuki |
| Yakuyoke-e                      | 厄除け絵                   | Amulettbilder zur Abwehr von Krankheiten, Geistern und Dämonen |
| Yamato-e                        | 大和絵                     | Bild im japanischen Stil |
| Yōkai-e                         | 妖怪絵                     | Gespensterbilder, Drucke von Geistern und Dämonen |
| Yoko-e                          | 横絵                       | Querformat |
| Yokohama-e                      | 横浜絵                     | Wörtl. „Yokohama-Bild“, Druck mit Darstellungen von Ausländern nach der Öffnung Japans |
| Yomihon                         | 読本                       | Wörtl. „Lese-Buch“, ein Buchtyp, der sich am Ende der Edo-Zeit großer Beliebtheit erfreute |
| Yomiuri                         | 読売                       | Illustriertes Flugblatt, Zeitung |
| Yose-e                          | 寄せ絵                     | Drucke, bei denen viele Menschenkörper einen einzigen Körper oder Menschenkopf formen |
| Yoshiwara                       | 吉原                       | Wörtl. „Glückverheißende Wiese“, Name des lizenzierten Bordellviertels in Edo |
| Yūjo                            | 遊女                       | Prostituierte |
| Yōfūga                          | 洋風画                     | Wörtl. „Westlicher Geschmack/Stil Malerei“, bezeichnet japanische Malerei und Holzschnitte im westlichen Stil |
| Yonmai-tsuzuki                  | 四枚続                     | Wörtl. „Vier-Blatt-Folge“, Tetraptychon |
| Yotsugiri                       | 四つ切り                   | Wörtl. „In vier Teile schneiden“, Ōban-Blatt, das mit vier unterschiedlichen, gleich großen Motiven bedruckt war |
| Za                              | 座                         | Wörtl. „Sitz“, „Platz“, Suffix mit der Bedeutung Theater |
| Zu                              | 図                         | Bild, als Signaturzusatz mit der Bedeutung „gemalt von …“ |